# Перестрелка на Гончарной улице
Перестрелка на Гончарной улице произошла в Москве 31 июля 1997 года. В результате от рук бандитов погибли 3 сотрудника милиции, ещё один был ранен.

## 31 июля 1997 года
В тот день банда в составе пятерых человек: Олега Долженкова, Юрия Можаева (лидера), Николая Морозова, Валерия Кабанова и Станислава Волкова совершила вооружённое нападение на частную фирму «Орбитал», расположенную по адресу: улица Гончарная, дом №38, подъезд №6, с целью хищения принадлежавшего фирме имущества. Один из соучредителей этой фирмы, индиец по национальности, сумевший выйти из офиса фирмы незадолго до налёта, позвонил в милицию и заявил, что его фирму грабят. В руках бандитов оказалось 4 сотрудника фирмы.
На место преступления через несколько минут прибыли сотрудники милиции капитан Юрий Шибилкин, старшие сержанты Евгений Новодержский и Юрий Никитин, сержант Виктор Демидов, младший сержант Александр Хохлачёв, а также водитель Мамедов и дознаватель Галина Яковенко. Милиционеры отправились к офису фирмы, а Яковенко и Мамедов остались в машине.
Никитин, Хохлачёв и Демидов спустились в подвал, где был офис. В этот момент бандиты заканчивали паковать добычу. Когда в дверь раздался стук, они попытались выйти через чёрный ход, но он оказался заперт. Поскольку никто не открывал, милиционеры решили, что внутри никого нет, и уже собирались уходить, но в этот момент один из бандитов уронил коробку, издав шум. Милиционеры вновь стали стучать и требовать открытия двери. Бандиты открыли, при этом прикрывшись в качестве живого щита заложниками, и начали стрелять. Первым же выстрелом был наповал убит Юрий Никитин, Хохлачёв, получив ранения в руку, сумел выбраться на улицу. Демидов схватил одного из заложников, и отбежал по коридору за угол. Шибилкин закрыл дверь подъезда и навалился на неё, дав время уйти людям, находившимся во дворе дома. Мамедов в это время успел вызвать подмогу. Когда бандиты заставили одного из заложников кричать, чтобы его выпустили, Шибилкин приоткрыл дверь, но тут же её захлопнул. Этого момента времени хватило Можаеву на то, чтобы просунуть в щель свой автомат и открыть огонь по стоявшей во дворе машине милиции. Мамедов успел выскочить, а Яковенко получила несколько тяжёлых огнестрельных ранений. Шибилкин попытался отскочить от двери, но Можаев вырвал автомат и расстрелял капитана прямо через дверь. Шибилкин получил тяжёлые ранения, и впоследствии скончался в больнице. Бандиты выскочили на улицу, взяв в заложники раненого Хохлачёва. Мамедов залёг под машину, а Новодержский засел за углом и стал стрелять в бандитов. Тогда они решили прорываться с боем. Застрелив в упор Хохлачёва, они взяли его пистолет и открыли огонь по Новодержскому. Мамедов и выскочивший из подвала Демидов погнались за преступниками, но не смогли их догнать. Новодержский и прибывший на подмогу милиционер смертельно ранили одного из бандитов и ранили Можаева. Троим из четырёх бандитов удалось скрыться.

## Аресты, следствие и суды
Во время возникшей перестрелки был смертельно ранен бандит Морозов. Он был задержан и вскоре скончался в больнице. Также ранение получил и Можаев, которому Новодержский прострелил руку. Спустя две недели на территории Украины, в Харьковской области, он был задержан. Ещё через некоторое время был арестован Кабанов. Олег Долженков был арестован лишь спустя шесть лет, в августе 2003 года. Все бандиты были впоследствии осуждены к длительным срокам лишения свободы. В 2018 году один из участников преступления Волков был приговорен к 15 годам лишения свободы. В 2017 году лидер банды Юрий Можаев был освобождён по УДО.

## Увековечивание памяти погибших
В результате перестрелки на Гончарной погибли три сотрудника милиции. Виктор Демидов был награждён нагрудным знаком «Отличник милиции», Евгений Новодержский орденом Мужества, Шибилкин, Никитин и Хохлачёв получили такую же награду посмертно. Спустя девять лет, 31 июля 2006 года, во дворе дома № 38 по улице Гончарной была торжественно открыта мемориальная доска с именами погибших.
Перестрелка на Гончарной имела огромный общественный резонанс по всей Москве. О ней написали все газеты, а документальная телепередача «Криминальная Россия» посвятила ей одну из своих серий «Схватка на Гончарной».